# Minneapolis Lakers 1950-1951
La stagione 1950-51 dei Minneapolis Lakers fu la 3ª nella NBA per la franchigia.
I Minneapolis Lakers vinsero la Western Division con un record di 44-24. Nei play-off vinsero la semifinale di division con gli Indianapolis Olympians (2-1), perdendo poi la finale di division con i Rochester Royals (3-1).

## Roster
| N° | Naz.                   | Ruolo | Sportivo       | Anno | Alt. | Peso |
| -- | ---------------------- | ----- | -------------- | ---- | ---- | ---- |
| 12 | Stati Uniti (bandiera) | A     | Ed Beach       | 1929 | 191  | 91   |
| 13 | Stati Uniti (bandiera) | GA    | Tony Jaros     | 1920 | 191  | 84   |
| 14 | Stati Uniti (bandiera) | G     | Joe Hutton     | 1928 | 185  | 77   |
| 15 | Stati Uniti (bandiera) | G     | Kevin O'Shea   | 1925 | 188  | 79   |
| 16 | Stati Uniti (bandiera) | G     | Bob Harrison   | 1927 | 185  | 86   |
| 17 | Stati Uniti (bandiera) | AC    | Jim Pollard    | 1922 | 193  | 84   |
| 18 | Stati Uniti (bandiera) | GA    | Arnie Ferrin   | 1925 | 188  | 82   |
| 19 | Stati Uniti (bandiera) | AC    | Vern Mikkelsen | 1928 | 201  | 104  |
| 20 | Stati Uniti (bandiera) | A     | Bud Grant      | 1927 | 191  | 88   |
| 22 | Stati Uniti (bandiera) | G     | Slater Martin  | 1925 | 178  | 77   |
| 99 | Stati Uniti (bandiera) | C     | George Mikan   | 1924 | 208  | 111  |

## Staff tecnico
- Allenatore: John Kundla